# Plasschendaele
Plasschendaele, en néerlandais Plassendale, est un hameau d'Audembourg. Il est situé à la jonction du Canal de Nieuport à Plasschendaele avec le canal Bruges-Ostende. Il est surtout connu pour ses anciennes écluses protégées qui doivent encore être ouvertes à la main. 

## Histoire

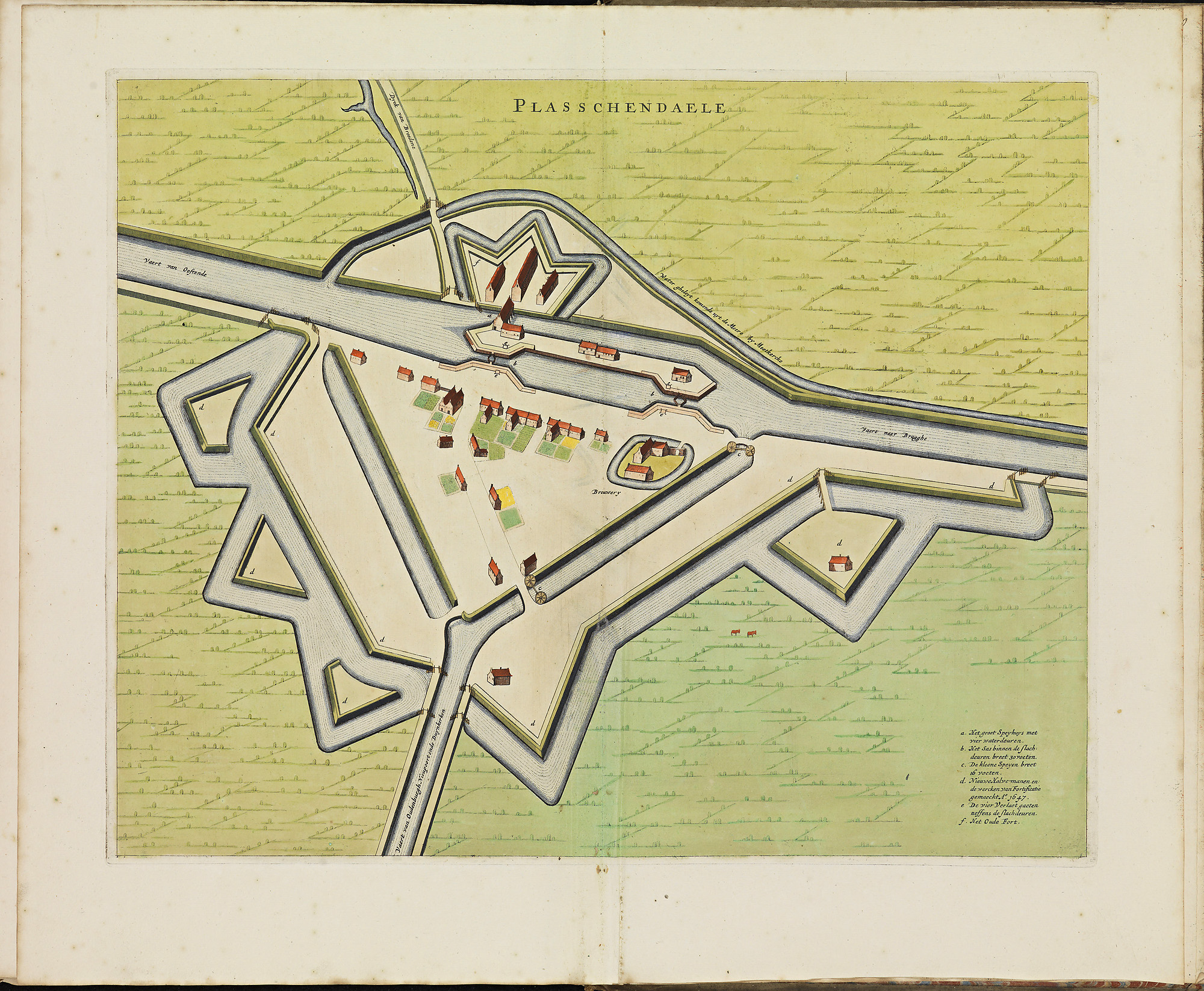
Plasschendaele en 1698 dans l'atlas des villes de Frederik de Wit

La liaison maritime historique entre Bruges et la mer du Nord via le Zwin a été ensablée au XVIIe siècle. Pendant la guerre de Quatre-Vingts Ans, l'accès de Gand à l'Escaut occidental est devenu impossible en raison du blocus du Gueux de mer qui avait repris Flandre zélandaise. La Flandre n'avait donc plus de lien avec la mer. Ostende était alors présentée comme le port le plus important. Le canal Gand - Ostende a été construit avec une écluse à Plasschendaele. Cette écluse était donc d'une grande importance économique et un véritable fort a été construit autour d'elle. Lorsque Sas-Slijkens fut achevé à Ostende, les écluses et l'importance de Plasschendaele disparurent. 
Aujourd'hui, Plasschendaele est populaire auprès des cyclotouristes qui parcourent les polders. De plus, il y a beaucoup de trafic de transit car c'est l'une des rares liaisons entre la côte ouest et la côte est. 

## Zone industrielle
Plassendale, le nom néerlandophone de Plasschendaele, est également le nom du projet de cinq sites industriels entre Ostende et Plasschendaele le long du canal Bruges-Ostende. La force motrice de ce projet est le politicien ostendais du SPA Johan Vande Lanotte. À terme, 2000 personnes pourraient y travailler. La zone industrielle Plassendale, située dans le port intérieur d'Ostende et gérée par la nv Plassendale, a une superficie d'environ 150 hectares et comprend 5 sous-zones  : Plassendale I, II, III, IV et Plassendale Chemie. Cette zone est parfaitement accessible. En effet, toute la zone industrielle est traversée par le canal Bruges-Ostende, le chemin de fer Ostende-Bruxelles et l'autoroute A10. Dans les zones Plassendale III et Plassendale Chemie, trois avenues portent le nom de chimistes belges: Solvaylaan, Dokter Paul Janssenlaan et Leo Baekelandlaan.